# Mecometopus tumulifer
Mecometopus tumulifer är en skalbaggsart som beskrevs av Aurivillius 1909. Mecometopus tumulifer ingår i släktet Mecometopus och familjen långhorningar. Inga underarter finns listade i Catalogue of Life.